# Cau de l'Olivar d'en Margall
El Cau de l'Olivar d'en Margall és una cova sepulcral al vessant sud del Montplà al terme municipal de Torroella de Montgrí (Baix Empordà), inclòs a l'Inventari del Patrimoni Arqueològic i Paleontològic de Catalunya.
Rep aquest nom per trobar-se en una finca propietat d'un agricultor dit Margall coberta en el seu temps d'oliveres. La boca de la cova, de caràcter càrstic, s'obre en un dels darrers penya-segats del Montplà prop del seu cim, en el sector anomenat de les Palloses o les Pallorres. La cova és estretíssima fent difícil el seu accés a l'interior.
Visitada el 30 d'agost del 1925 per Matías Pallarés i Lluís Pericot qui l'excavà per primer cop amb finalitat científica, a vegades amb Bosch i Gimpera. El seu interior fou buidat per utilitzar els seus detritus com a adob del camp. De les restes de caràcter humà extretes per Pericot hi destaquen a banda d'ossos i dents molt fragmentats, una petita destral de felsofir, un ganivet de sílex jaspiat vermell amb retocs a tot el contorn, tres puntes de fletxa de sílex, uns quatre centenars de peces de collar i una peça de coure. També hi destaca una plaqueta de pissarra, trobada pel mestre Pere Blasi i els seus escolars. Sobre aquesta plaqueta polida i sense ornamentar, Pericot associa similars a les tres trobades a una “galeria coberta” a Torrent (Baix Empordà) d'on deriva que les coves sepulcrals del Montgrí i els dòlmens empordanesos pertanyen a una mateixa etapa cultural. La cronologia correspondria a criteri de Pericot entre el 2500 i el 1600 aC en període Eneolític.